# Fokker F28
Pour les articles homonymes, voir F28.
Dimensions
Le Fokker F28 Fellowship est un avion de transport régional à réaction court-courrier, conçu et construit par le constructeur aéronautique néerlandais Fokker.
Annoncée par Fokker en avril 1962, la production a été le fruit d'une collaboration entre un certain nombre de sociétés européennes, à savoir Fokker, les Allemands MBB et Fokker-VFW et le Britannique Short Brothers. Il fut également financé à hauteur de 50 % par des fonds publics néerlandais, mais aussi par le gouvernement allemand, qui détenait 60 % des 35 % d'actions allemandes.
Fokker conçut le nez, la section centrale du fuselage et la partie intérieure de l'aile. MBB et VFW-Fokker conçurent les parties avant et arrière du fuselage, ainsi que l'empennage. Enfin, Short Brothers conçut les parties extérieures des ailes. L'assemblage final du Fokker F28 se faisait à l'usine située près de l'aéroport d'Amsterdam-Schiphol aux Pays-Bas.

## Historique

### Version -1000

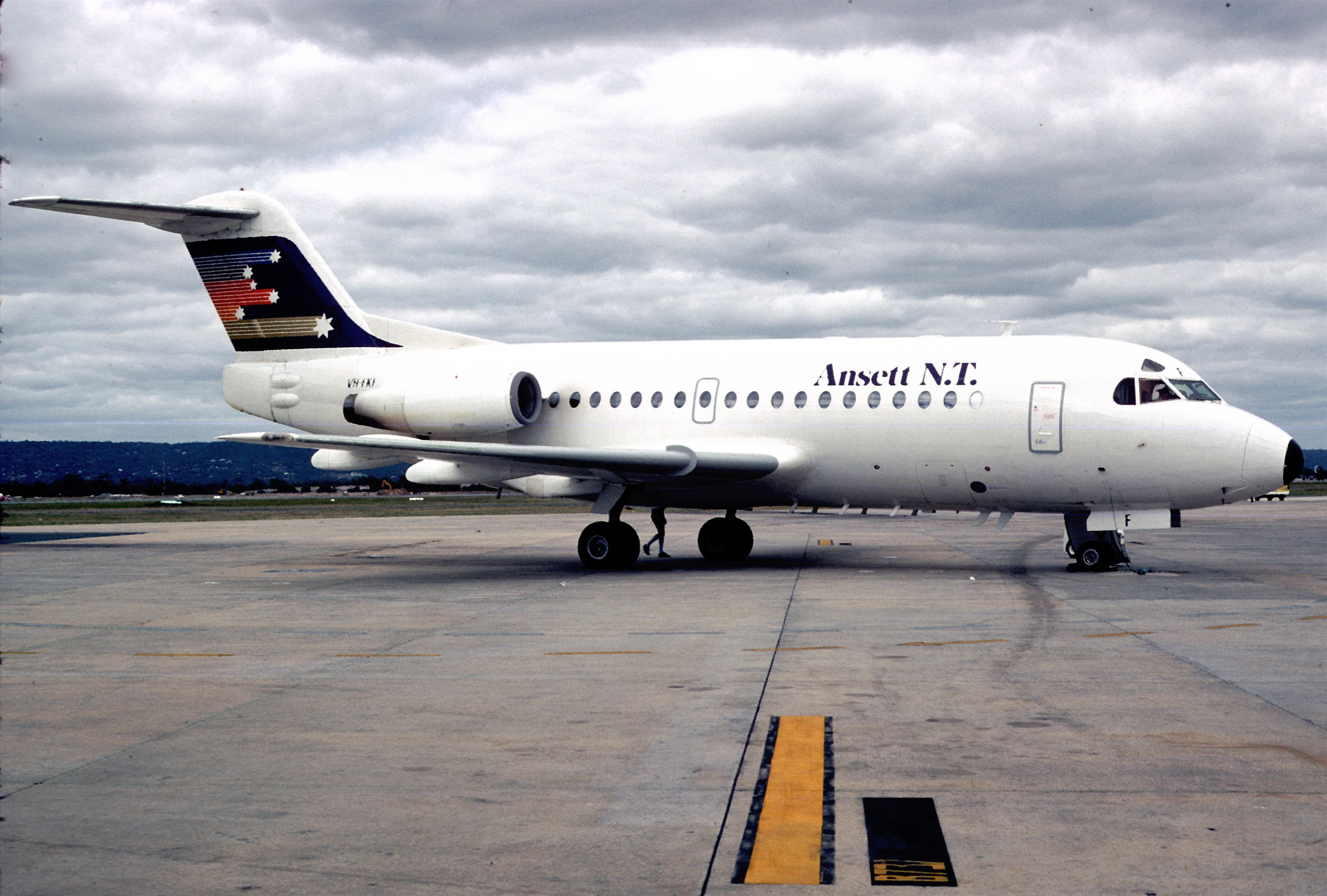
Ansett N.T. F28-1000

Le prototype du F28-1000, immatriculé PH-JHG, vola pour la première fois le 9 mai 1967. La certification fut obtenue le 24 février 1969. La première commande fut passée par la compagnie aérienne allemande LTU, mais le premier vol commercial de l'avion eut lieu avec Braathens le 28 mars 1969, qui exploita au total cinq F28.
La configuration de l'avion, avec son empennage en T et les deux turboréacteurs Rolls-Royce Spey 550 montés à l'arrière du fuselage, ressemblait à celles de ses concurrents, le BAC 1-11 et le DC-9.

### Version -2000
La version du F28 bénéficiant d'un fuselage élargi fut nommée F28-2000, pouvant ainsi accueillir jusqu'à 79 passagers, au lieu de 65 précédemment. Le premier appareil de ce type vola le 28 avril 1971.

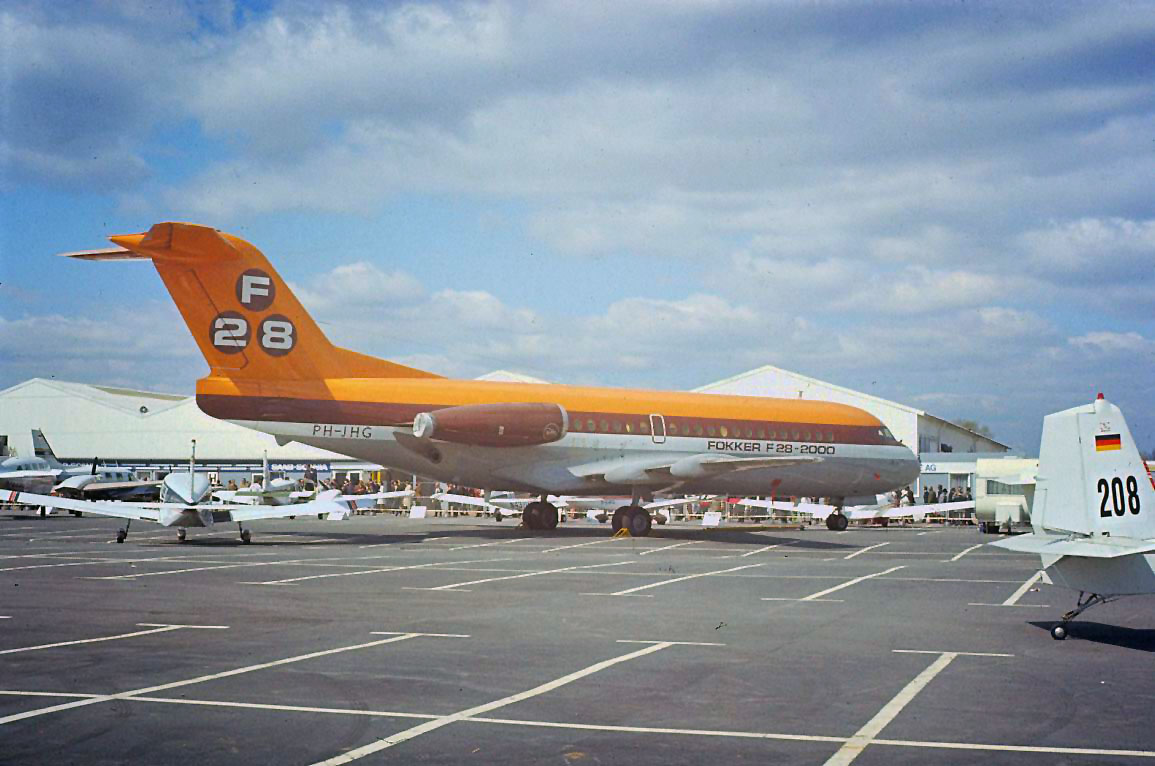
Le prototype du F28-2000, exposé lors d'un meeting aérien à Langenhagen, en 1972.

### Versions -5000 et -6000
Les modèles F28-5000 et F28-6000 furent issus respectivement des F28-1000 et F28-2000. Les principales modifications portaient sur l'installation de becs de bord d'attaque, l'augmentation de l'envergure, et l'installation de moteurs plus silencieux mais plus puissants. Ces deux dernières versions furent des échecs commerciaux, car seulement deux F28-6000 et aucun F28-5000 furent construits.

### Versions -3000 et -4000

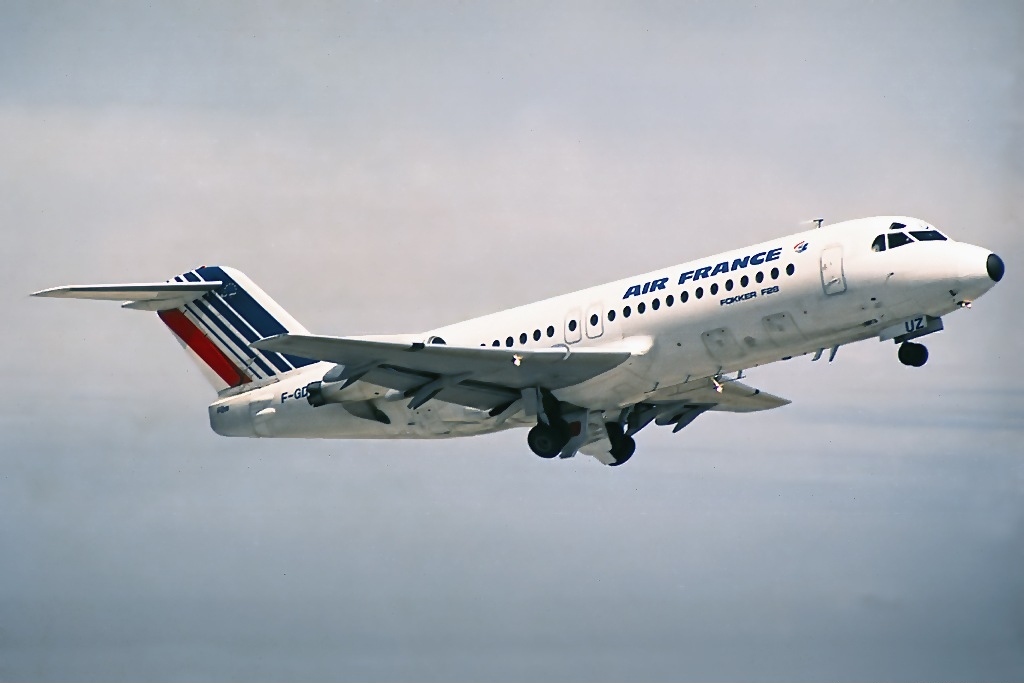
Un Fokker F28-4000 aux couleurs d'Air France, en 1993.

La version ayant eu le plus de succès fut le F28-4000, qui fit ses débuts le 20 octobre 1976, avec le plus grand client de Fokker de l'époque, Linjeflyg. Cette version était motorisée par le silencieux turboréacteur Spey 555-15H, et pouvait accueillir jusqu'à 85 passagers. Il bénéficiait en outre d'une plus grande envergure avec une voilure renforcée, d'un nouveau poste de pilotage, ainsi que d'un nouvel aménagement intérieur. La version améliorée du F28-1000, qui bénéficiait des mêmes nouveautés que le F28-4000, fut nommée F28-3000.

## Bilan
Lorsque la production cessa en 1987, 241 appareils avaient été produits. Durant son exploitation, le Fokker F28 connut une dizaine d'accidents, plus ou moins graves.
À la suite de deux accidents (le 10 mars 1989 le vol 1363 Air Ontario à Dryden (24 victimes) et le 22 mars 1992 le vol 405 US Air à l'aéroport LaGuardia de New York (27 victimes)), les procédures de dégivrage des avions ont été améliorées : une fine couche de glace se créait sur les ailes, modifiant le profil et donc la portance, empêchant le décollage de l'appareil.
En août 2006, 92 Fokker F28 volaient encore, toutes versions confondues.

### Développement lié
- Fokker 70
- Fokker 100

### Aéronefs comparables
- BAC 1-11
- McDonnell Douglas DC-9
- Tupolev Tu-134